# Севастопольський тролейбус
Севастопольський тролейбус — тролейбусна система в Севастополі, працює з 1950 року.
Експлуатуючою організацією мережі севастопольського тролейбуса є КП СМР «СевЕлектроАвтоТранс».

## З історії

### Севастопольський трамвай
Історія громадського електротранспорту в Севастополі почалася ще наприкінці XIX століття. Так, 24 вересня 1898 року в місті було відкрито трамвайний рух.
До 1926 року севастопольська трамвайна мережа досягла свого піку розвитку.
Із початком німецько-радянської війни (1941) трамвайна мережа міста сильно постраждала. У двадцятих числах травня 1942 року трамвайний рух у Севастополі був остаточно зруйнований і припинився назавжди.

### Тролейбус у Севастополі— від початків до сьогодні

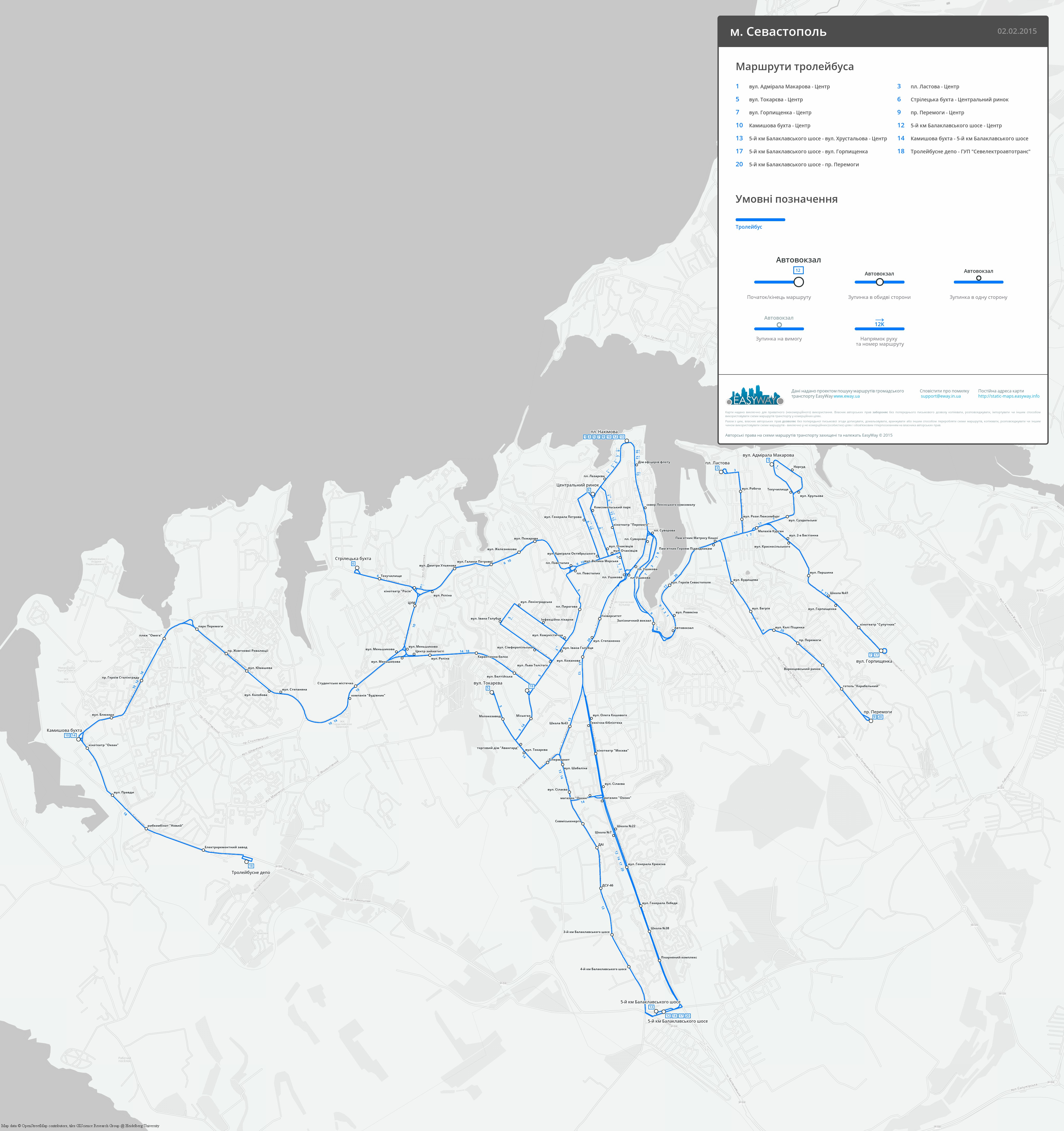
Схема тролейбусної мережі

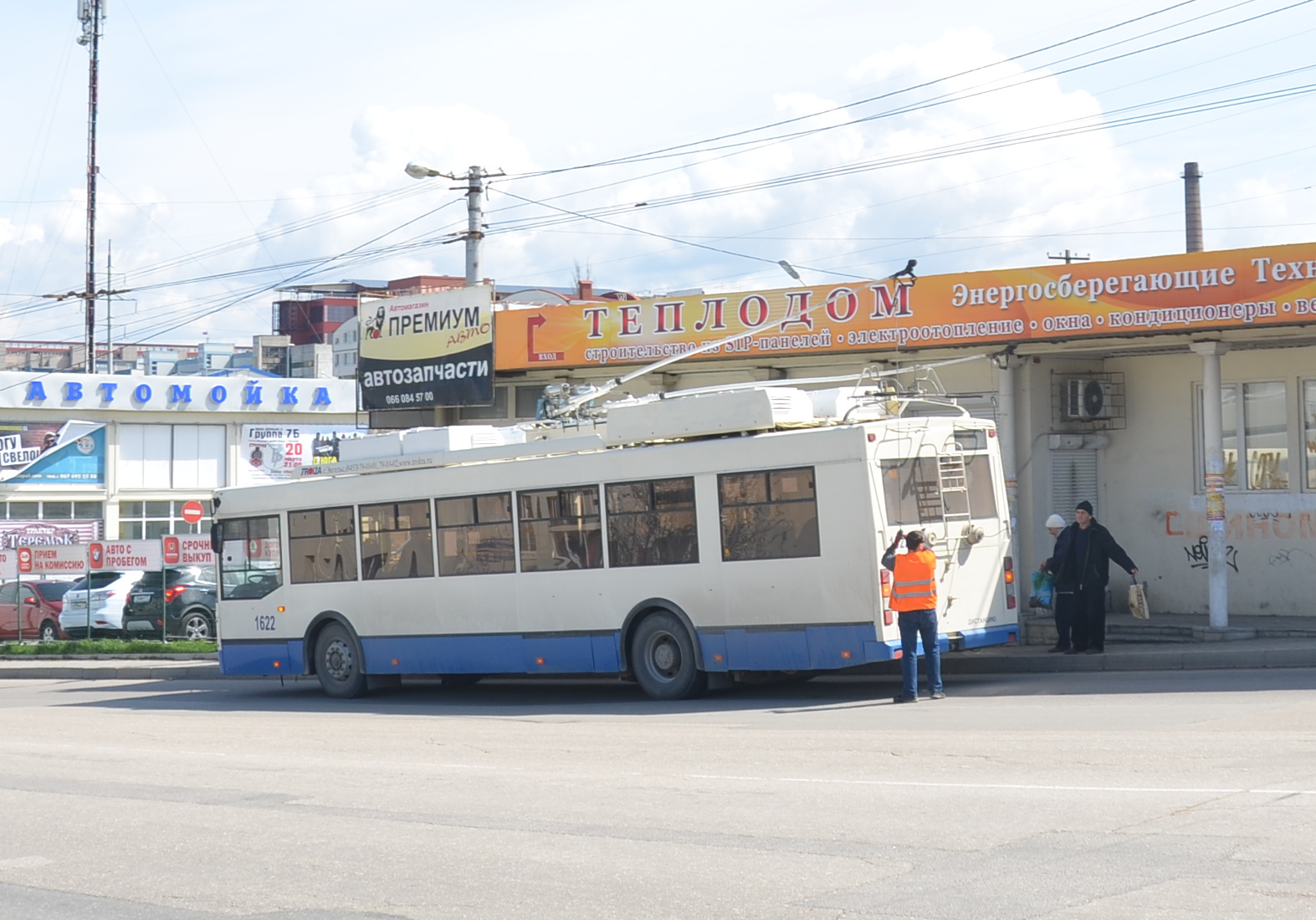
Тролейбус Тролза "Оптіма" з можливостю автономного ходу

Постановою РМ УРСР № 293 від 30 квітня 1946 року був затверджений генеральний план повоєнного відновлення Севастополя. Основним видом міського транспорту згідно з цим документом, зокрема, був визначений тролейбус.
Будівництво тролейбусного парку на 60 машино-місць і тягової підстанції почалося в лютому 1950 року. У травні того ж року з Тушинського авіазаводу № 82 до Севастополя на залізничних платформах були доставлені 8 нових тролейбусів МТБ-82Д червоно-жовтих кольорів, які отримали інвентарні № 10—17.
Відтак, 5 листопада все того ж 1950 року основні роботи зі спорудження першої черги мережі севастопольського тролейбуса були завершені, а наступного дня — 6 листопада відбулася урочиста церемонія пуску тролейбуса за маршрутом № 1 «Залізничний вокзал — вул. Л. Толстого».
За декілька років була проведена контактна мережа по вулиці Великій Морській до площі Революції (нині площа Лазарєва).
Станом на 1955 рік у Севастополі було 3 тролейбусних маршрути: № 1 (Залізничний вокзал — вул. Толстого), № 2 (вул. Толстого — пл. Революції), № 3 (Залізничний вокзал — пл. Революції).
У наступні 10 років тролейбусна мережа міста стрімко зростала, і до 1966 року вже було 10 маршрутів. Було замкнуто центральне міське кільце, прокладені лінії у райони житлових новобудов Севастополя — на вулиці Горпищенка, Токарєва, Макарова, в бухти Стрілецьку і Камишову, на площу Ластову.
На початку 1967 року діяли наступні маршрути севастопольського тролейбуса: № 1 (вул. адм. Макарова — пл. Революції), № 2 (вул. Ленінградська — пл. Революції), № 3 (пл. Ластова — пл. Революції), № 4 (пл. Ластова — вул. Горпищенка), № 5 (вул. Толстого — пл. Революції0, № 6 (бухта Стрілецька — Центральний ринок), № 7 (вул. Горпищенка — пл. Революції), № 8 (вул. Токарєва — пл. Революції), № 9 (Воронцова гірка — пл. Революції), № 10 (бухта Камишова — Центральний ринок).
30 серпня 1967 року був відкритий рух тролейбусного маршруту № 11 (завод «Маяк» — Центральний ринок). Спеціально для нього була побудована коротка гілка завдовжки 800 м від Камишовської траси до прохідної заводу «Маяк». Проте вже в 1975 році маршрут № 11 був закритий і пущений через рік під цим номером в іншому районі, по іншому маршруту: проспект Перемоги — пл. Ластова.

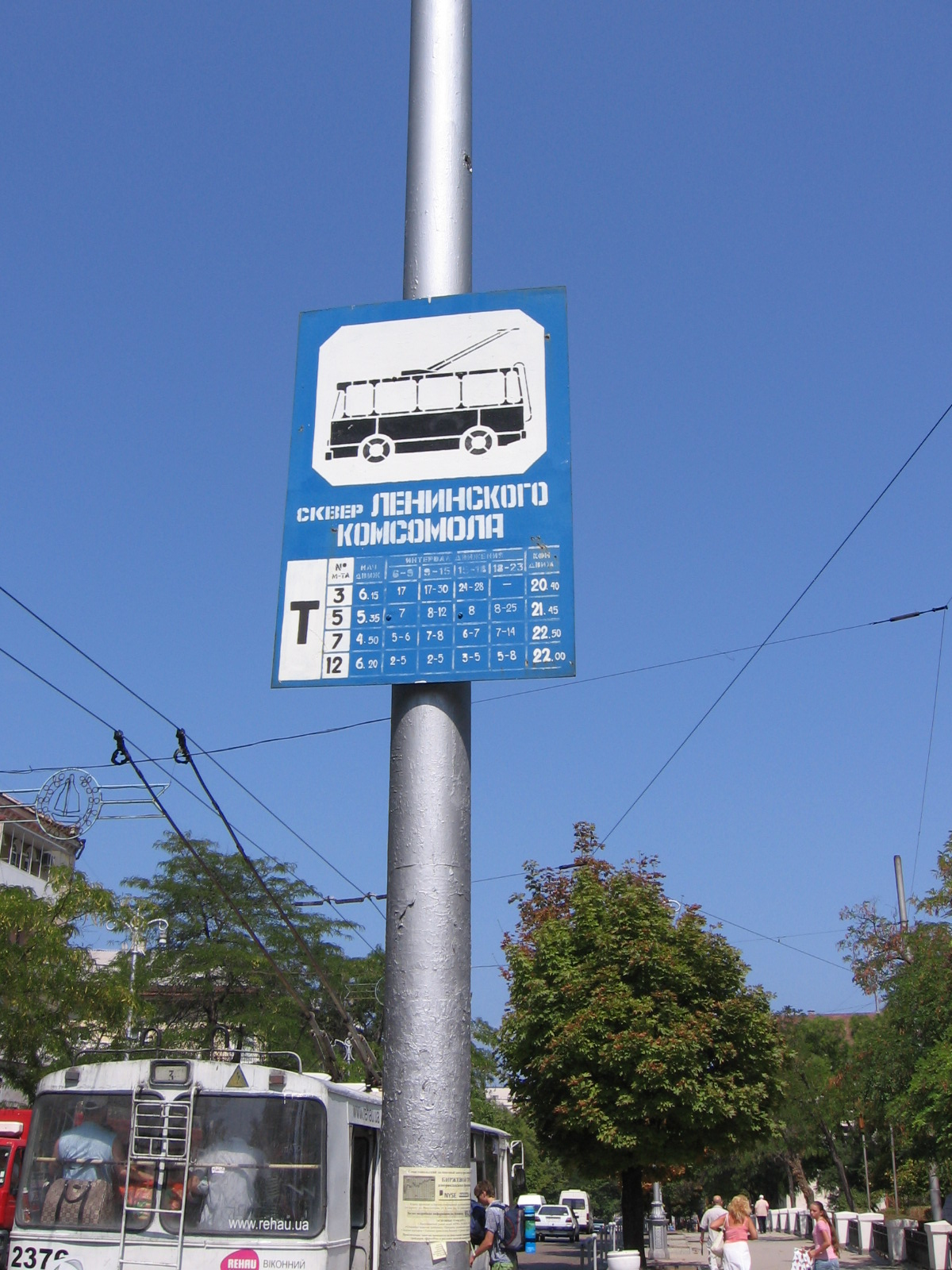
Тролейбусна зупинка «Парк Ленінського комсомолу» (марш. №№ 3,5,7,12)

6 січня 1966 введено в експлуатацію друге тролейбусне депо на 50 машиномісць в кінці вулиці Горпищенкв. До початку 1980-х була прокладена лінія на проспект Острякова і відкрито маршрут № 12.
У 1976 році на маршруті № 12  — почалось впровадження передового досвіду киян. На вулицях міста з'явились тролейбусні потяги із двох тролейбусів Škoda 9Tr з'єднаних за системою Володимира Веклича.
У липні 1982 року місткість Депо № 2 була збільшена до 100 машиномісць.
У 1983 році відкрився маршрут № 13 від вулиці Хрустальова в центр. Незабаром добудували коротку ділянку лінії по вулиці Толстого до вулиці Токарєва під запланований маршрут № 14, при цьому кінцеву зупинку маршруту № 5 перенесли на вулицю Токарєва.
У 1989 році був вперше пущений тролейбус за маршрутом № 14 — проспект Острякова — пляж Омега.
Із початком перебудови і розпадом СРСР транспортні системи багатьох міст зазнали занепаду, тролейбусна мережа перестала розвиватися, закривалися маршрути, припинили надходити нові машини. Однак, незважаючи на величезні труднощі, тролейбусна мережа Севастополя продовжувала навіь зростати.
У 1991 році надійшла остання партія тролейбусів ЗІУ-9. Потім місто почало закуповувати електромашини українського виробництва. Були побудовані лінії по проспекту Острякова і вулиці Хрустальова до 5-го кілометра Балаклавського шосе, відкрито маршрут № 15 (5-й км — вулиця Хрустальова — пляж Омега). 29 грудня 1995 року була здана в експлуатацію лінія до нового Депо-1 в бухті Камишовій і саме депо на 200 машино-місць, у червні 1996 року всі тролейбуси зі старого першого депо були переведені в новий Депо-1, — загалом там було розміщено 169 тролейбусів, у той час як у другому було 104. На території колишнього першого депо зробили ремонтну базу для всіх тролейбусів — МРМ.
У 1994 році маршрут № 4 почав курсувати від вулиці Макарова до бухти Камишової, проте надовго він не прижився і був знову пущений по старій лінії.
Від середини 1990-х років у Севастополі було відкрито ще 5 тролейбусних маршрутів: № 16 (вулиця Горпищенка — бухта Камишова), № 17 (вулиця Горпищенка — 5-й км), № 18 (Депо-1 — КП СГС «Севелектроавтотранс»), № 19 (проспект Перемоги — пляж Омега), № 20 (проспект Перемоги — 5-й км). Однак маршрути № 16 і 19 проіснували недовго — незабаром вони були закриті, а №№ 17, 18 та 20 залишилися і дотепер.
У 2004 році маршрут № 16 відродився, але вже в іншому варіанті, як це було з маршрутами № 2 (від 2000 року — 5-й км — бухта Стрілецька), № 4, 11 стали курсувати від 5-го км проспетом Острякова, вулицею Руднєва, проспектом Гагаріна, через центр і вулицю Хрустальова назад на 5-й км.
Таким чином, станом на 2005 рік к Севастополі було 19 тролейбусних маршрутів: №№ 1, 2, 3, 4, 5, 6, 7, 8, 9, 10, 11, 12, 13, 14, 15, 16, 17, 18, 20.
У 2008 році по центральному кільцю міста було запроваджено односторонній рух. У зв'язку з цим маршрути багатьох тролейбусів змінилися. Маршрути № 1 і 9 стали курсувати проти годинникової стрілки, № 6 та 10 пішли по кільцю, № 13 вкоротився до площі Ушакова (від травня 2010 року — проти годинникової стрілки по кільцю), № 5 став ходити по вулиці Очаківців до центрального ринку, потім на вулицю В. Морську і далі за маршрутом.
Після анексії Криму Росією у 2014 році проведена зміна у маршрутній мережі, а також поступова заміна рухомого складу переважно на колишні у використані машини з Москви, яка в 2014 році почала демонтаж власної тролейбусної системи. 2020 року почалась закупівля нових тролейбусів ВМЗ-5298.01 «Авангард».

## Маршрути
Сучасні тролейбусні маршрути Севастополя:

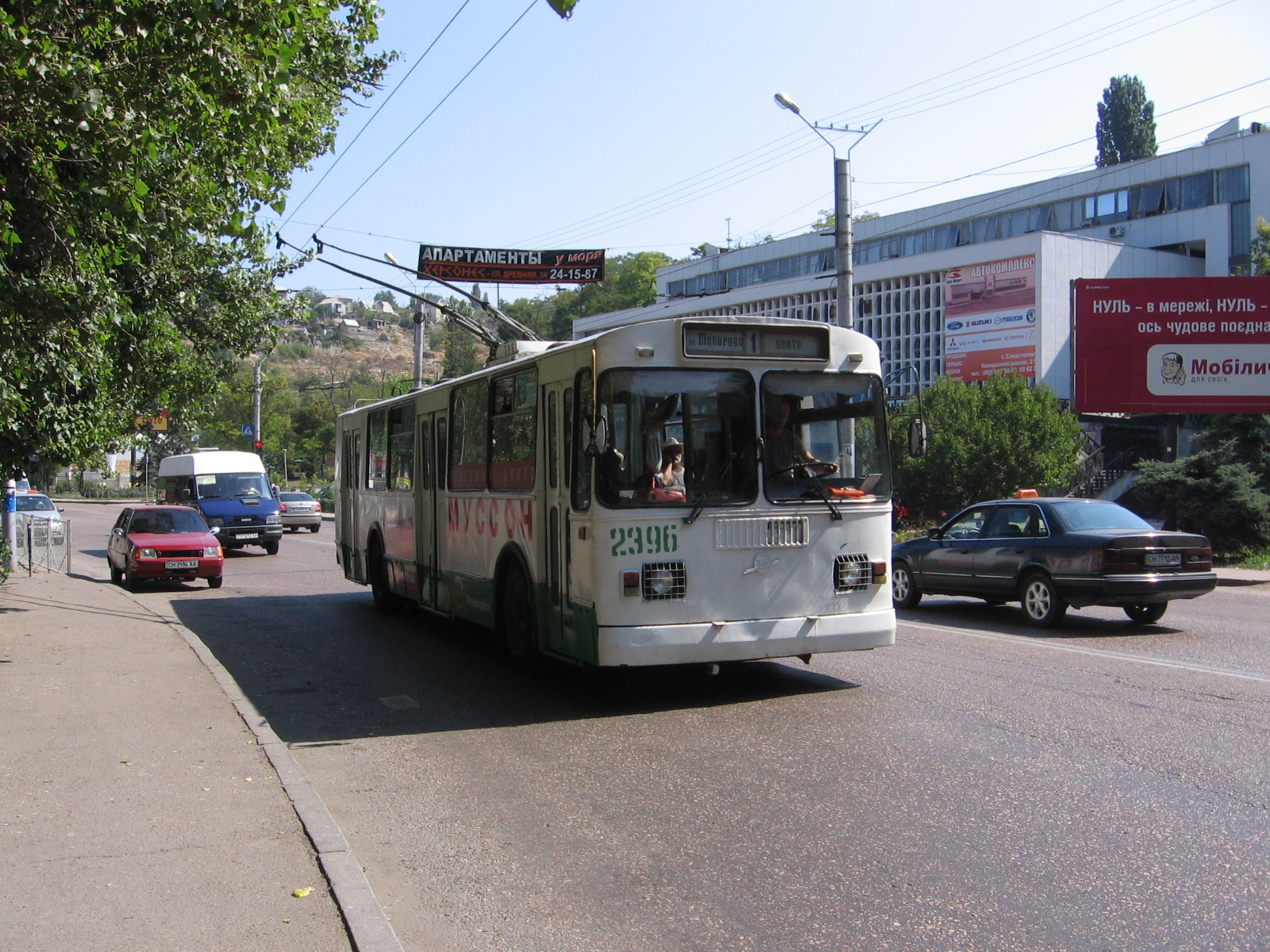
Тролейбус № 1 (модель ЗіУ-9) біля Севастопольського автовокзалу

- № 1 — просп. Генерала Острякова — Гіпермаркет — КП СГС «СевЕлектроАвтоТранс» — Стрілецька бухта;
- № 2 — 5й км — Малахов Курган — Автовокзал — Залізничний вокзал — пл. Суворова — пл. Нахімова — пл. Лазарєва — Ц. Рынок — пл. Воставших — ЦУМ — Стрілецька бухта
- № 3 — пл. Ластова — Малахов Курган — Автовокзал — Залізничний вокзал — пл. Суворова — пл. Нахімова — пл. Лазарєва — пл. Ушакова — пл. Суворова — Залізничний вокзал — Автовокзал — пл. Ластова;
- № 4 — вул. Горпищенка — Малахів Курган — Автовокзал — Залізничний вокзал — пл. Суворова — Центр (пл. Нахімова) — пл. Лазарєва — пл. Ушакова — вул. Гоголя — вул.Кожанова — вул.Толстого — вул.Руднєва — вул. Вакуленчука;- пр-т Жовтневої Революції; - пр-т Героїв Сталінграда; - Комишова бухта.
- № 5 — вул. Марінеско —  — вул. Токарєва — КП СГС «СевЕлектроАвтоТранс» — вул. Льва Толстого — пл. Повсталих — вул. В. Морська — Центр — пл. Повсталих — вул. Комуністична — вул. Івана Голубця — КП СГС «СевЕлектроАвтоТранс» — вул. Токарєва;—  — вул. Марінеско
- № 7 — вул. Горпищенка — Малахів Курган — Автовокзал — Залізничний вокзал — пл. Суворова — Центр (пл. Нахімова) — пл. Лазарєва — пл. Ушакова — пл. Суворова — Залізничний вокзал — Автовокзал — Малахів Курган — вул. Горпищенка;
- № 8 — 5 км —Камишове шосе  - Вулиця Шевченка -Добрострой -Студмістечко -КП СГС «СевЕлектроАвтоТранс» -просп. Острякова -5-й кілометр. На ділянці 5-й кілометр  - Комишове шосе  - вул.Шевченка  - Студгородок йде від заряду акумулятора без контакту до електричної мережі.
- № 9 — пр. Перемоги — Автовокзал — з/д вокзал — пл. Суворова — Центр (пл. Нахімова) — пл. Лазарєва — пл. Ушакова — пл. Суворова — Залізничний  вокзал — Автовокзал — пр. Перемоги;
- № 10 — Комишова бухта — вул. Героїв Сталінграда — пляж Омега — Парк Перемоги — просп. Жовтневої революції — вул. Юмашева — вул. Степаняна — Студмістечко — вул. Меньшикова — ЦУМ — вул. Рєпіна — вул. Дмитра Ульянова — вул. Галини Петрової — вул. Пожарова — пл. Повсталих — пл. Ушакова — пл. Суворова — пл. Нахімова — пл. Лазарєва — Центральний Ринок — пл. Повсталих — ЦУМ — просп. Жовтневої революції — пляж Омега — Комишова бухта;
- № 12 — 5 км — просп. Генерала Острякова — пл. Ушакова — пл. Суворова — Центр (пл. Нахімова) — пл. Лазарєва — пл. Ушакова — просп. Генерала Острякова — 5 км;
- № 13 — 5 км — вул. Хрустальова — пл. Ушакова — Центр — ул. Хрустальова — 5 км;
- № 14 — 5 км — просп. Генерала Острякова — Гіпермаркет — КП СГС «СевЕлектроАвтоТранс» — вул. Руднєва — просп. Жовтневої революції — пляж Омега — Комишова бухта;
- № 17 — вул. Горпищенка — Малахів Курган — Автовокзал — Залізничний вокзал — пл. Суворова —  пл. Ушакова — просп. Генерала Острякова — 5 км;
- № 18 — 5 км — просп. Генерала Острякова — Гіпермаркет — КП СГС «СевЕлектроАвтоТранс» — вул. Руднєва — просп. Жовтневої революції — пляж Омега — Комишова бухта — Депо 1;
- № 20 — 5 км — просп. Генерала Острякова — пл. Ушакова — пл. Суворова — з/д вокзал — Автовокзал — просп. Перемоги;
- № 22 — Вул. Жидилова ; Дергачі ;- вул.Горпищенка ;- Малахов Курган ; - Вокзали ; - центральне кільце. На ділянці вул.Жиділова ; -Дергачі ;- вул.Горпищенка йде від заряду акумулятора без контакту до електричної мережі.

## Рухомий склад
Рухомий склад:
- ЮМЗ-Т2
- ЮМЗ Т2П — 1 одиниця, в минулому зчленований тролейбус, що був «обрізаний» і перетворений на одиночний;
- ЛАЗ Е183 — 16 одиниць на 2014;
- Тролза 5265 «Мегаполіс»
- ВМЗ-5298.01 «Авангард»

Історичний рухомий склад:
- МТБ-82 (1950—1976)
- ЯТБ-4 (1957—1960)
- СВАРЗ МТБЕС (1956—1970)
- Київ-5 (1964—1968)
- ЗіУ-5 (1964—1987)
- Київ-2 (1966—1975)
- Київ-4 (1966—1975)
- Skoda 9Tr (1968—1990)
- ЮМЗ-Т1 (1996—2007)
- ЗіУ-9 (1973 - 2020)
- Тролза 5275.07 "Оптіма" (2019 - 2022)